# Maria von Rumänien

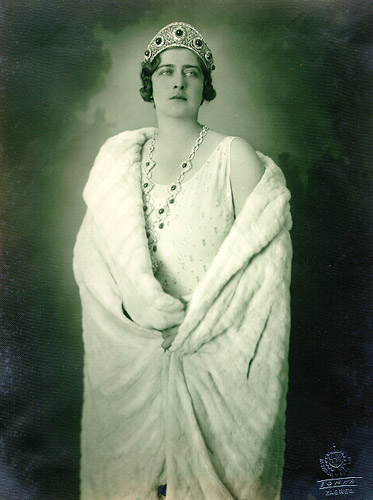
Königin Maria von Jugoslawien, 1930

Prinzessin Maria von Rumänien (* 6. Januar 1900 in Gotha; † 22. Juni 1961 in London) war von 1922 bis zum Tod ihres Mannes Alexander Karađorđević im Jahr 1934 Königin des Königreichs Jugoslawien.

## Leben
Maria von Rumänien wurde am 6. Januar 1900 als Prinzessin Marie von Hohenzollern-Sigmaringen in Gotha geboren. Ihre Eltern Ferdinand von Hohenzollern-Sigmaringen und Marie von Edinburgh lebten zu dieser Zeit bei ihrem Großvater Alfred von Sachsen-Coburg und Gotha. Eine Prinzessin von Rumänien wurde sie erst 1914, nachdem ihr Vater auf den Thron von Rumänien nachfolgte. Dort war sie auch unter dem Namen Mărioara bekannt, während sie in der Familie Mignon gerufen wurde.
Am 8. Juni 1922 heiratete sie Alexander Karađorđević, den König der Serben, Kroaten und Slowenen. Zusammen hatten sie drei Kinder.
- Peter von Jugoslawien (1923–1970), später Peter II.
- Tomislav von Jugoslawien (1928–2000)
- Andreas von Jugoslawien (1929–1990)

Ab dem Jahr 1929 trug sie den Titel der Königin von Jugoslawien, vorher war sie die Königin der Serben, Kroaten und Slowenen. Nach dem Tod König Alexanders, durch das Attentat von Marseille am 9. Oktober 1934, trug sie den Titel Königinmutter. Die Regentschaft für ihren minderjährigen Sohn Peter übernahm der Cousin seines Vaters Paul von Jugoslawien.
Königin Maria starb im Exil in London am 22. Juni 1961 und wurde auf dem Königlichen Friedhof von Frogmore begraben. Ihre sterblichen Überreste wurden 2013 exhumiert, nach Serbien überführt und in der Kirche des Heiligen Georg auf dem Oplenac bestattet.